# Ben 10: Síla vesmíru
Ben 10: Síla vesmíru (v anglickém originále Ben 10: Alien Force)  je americký animovaný sci-fi televizní seriál vytvořený skupinou Man of Action, která se skládá z Duncana Rouleaua, Joea Caseyho, Joea Kellyho a Stevena T. Seagla, a produkovaný studiem Cartoon Network Studios. Děj seriálu se odehráva pět let po seriálu Ben 10.
Seriál měl premiéru 18. dubna 2008 v USA na stanici Cartoon Network a 6. září 2008 v Kanadě na stanici Teletoon a skončíl 26. března 2010. Seriál byl původně vyroben pod pracovním názvem Ben 10: Hero Generation. Seriál má celkově tři řady a 46 dílů a poslední epizoda byla odvysílaná 26. března 2010.
Seriál byl nominován na 4 ceny Emmy, vyhrál jednu pro Vynikajíci zvuk – Hraný film a Animace.

## Obsazení

### Hlavní postavy
- Yuri Lowenthal / Petr Neskusil jako Benjamin Kirby "Ben" Tennyson / Ben 10
- Ashley Johnson / Terezie Taberyová jako Gwendolyn "Gwen" Tennyson
- Greg Cipes / Oldřich Hajlich jako Kevin Ethan Levin

### Vedlejší postavy
- Paul Eiding / Zdeněk Maryška jako Magister Maxwell "Max" Tennyson / Děda Max
- Vyvan Pham jako Julie Yamamoto, Ship (Loď)
- David McCallum jako Professor Paradox / Time-Walker (Profesor Paradox / Časochodec)
- Jeff Bennett jako Azmuth
- Alexander Polinsky jako Argit
- Ioan Gruffudd jako Devin Levin
- Pamela Adlon jako Mrs. Levin
- Matt Levin jako Cash Murray
- Scott Menville jako J.T.
- Dave Fennoy jako Tetrax Shard
- Zeno Robinson jako Alan Albright / Heatblast / Heatblast Jr. (Horkohlav Alan)
- Khary Payton jako Manny Armstrong
- Juliet Landau jako Helen Wheels
- Adam Wylie jako Pierce Wheels
- Corey Padnos jako Cooper Daniels
- Richard McGonagle jako Reinrassic III
- Wallace Langham jako Tyler

### Tennysonova rodina
- Don McManus jako Carl Tennyson
- Vyvan Pham jako Sandra Tennyson (v epizode "Ben 10 Returns: Part 1")
- Beth Littleford jako Sandra Tennyson (v epizode "Grounded")
- George Newbern jako Frank Tennyson
- Juliet Landau jako Natalie Tennyson, Verdona
- Will Friedle jako Kenneth "Ken" Tennyson

### Další postavy
- Jeff Bennett jako Magister Labrid, Tiny's Father, Ultimos
- Kevin Michael Richardson jako Sheriff Mason
- Dee Bradley Baker jako Officer Wells, Hugo / Trans-Dimensional Monster, Frolic, Big Chill's Offspring, Tiny, Tiny's Mother, Decka, The Bailiff, Zaw-Veenull, Tiffin, Sugilite
- Kim Mai Guest jako Lucy / Zombie Girl
- Kamali Minter jako Trina / Zombie Girl
- Ashley Johnson jako Carol Smith, Cicely
- Rob Paulsen jako Baz-El
- Diane Delano jako Edna
- Richard McGonagle jako General Groff, The Highbreed Councilors
- Greg Ellis jako Squire (Panoš), Synaptak
- Clancy Brown jako Dragon
- Vicki Lewis jako Serena / Alien X
- Kevin Conroy jako Bellicius / Alien X
- J.K. Simmons jako Magister Prior Gilhil
- Diedrich Bader jako Lu
- Yuri Lowenthal jako Jeff, Orb
- Vyvan Pham  jako Myaxx, Probity (Poctivost)
- Juliet Landau jako Tini
- Paul Eiding jako Lukk, Moldywarp
- John DiMaggio jako Doug, Soudce Domstol
- Tia Texada jako Elena Validus

### Mimozemšťané (Benovy mimozemské inkarnace)

#### Původní mimozemšťané
- Yuri Lowenthal / Bohdan Tůma jako Alien X
- Dee Bradley Baker / Bohdan Tůma jako Big Chill (Krutá zima), Brainstorm (Mozkovna), Chromastone (Chromokam), Echo Echo, Goop (Lepka), Humungousaur (Obrosaurus), Jetray (Rejnotrysk), Spidermonkey (Pavoučinoop), Swampfire (Močálník)

#### Další mimozemšťané
- Dee Bradley Baker / Bohdan Tůma jako Cannonbolt (Kanoňák), Diamondhead (Diamantovec), Lodestar (Polárka), Nanomech, Upchuck (Plivač), Way Big (Megoun)
- Jeff Bennett / Bohdan Tůma jako Zs'Skayr / Ghostfreak (Duchošil)
- John DiMaggio / Bohdan Tůma jako Rath (Ras)
- Alex Winter jako Nanomech

#### Upgrade mimozemšťanů
- Dee Bradley Baker / Bohdan Tůma jako Ultimate Humungousaur (Super Obrosaurus), Ultimate Swampfire (Super Močálník)

### Zločinci

#### Hlavní
- Kevin Michael Richardson jako Highbreed Commander (Velitel Nadrasů)
- James Remar jako Vilgax
- Dee Bradley Baker jako Psyphon

#### Vedlejší
- Yuri Lowenthal / Michal Holán jako Albedo
- John DiMaggio jako Vulkanus, Octagon Vreedle
- Wil Wheaton jako Michael Morningstar / Darkstar (Temnohvězd)
- Khary Payton jako Hex
- Kari Wahlgren jako Hope / Charmcaster (Zaklínačka)
- Dee Bradley Baker jako Stone Creatures
- Jeff Bennett / Bohdan Tůma jako Zs'Skayr / Ghostfreak (Duchošil)
- Rob Paulsen jako Rhomboid Vreedle

#### Forever Knights (Rytíři Navždy)
- Michael York jako Patrick
- Hakeem Kae-Kazim jako Connor
- Tim Curry jako Dr. Joseph Chadwick
- Kevin Michael Richardson jako Sir Morton

#### Incursean Empire (Invazmianská říše)
- Kevin Michael Richardson jako Milleous
- Tara Strong jako Císařovna Attea
- Dee Bradley Baker jako Sangfroid, Sevenseven (Sedm sedm)
- James Arnold Taylor jako Raff

#### Další
- Dwight Schultz jako Dr. Aloysius James Animo / D'Void
- Diedrich Bader jako Simian / Prince Simian
- Alexander Polinsky jako Jarret
- Powers Boothe jako Sunder / Sunder the Retriever
- Dee Bradley Baker jako Ssserpent
- Jeff Bennett jako Kraab, The Blue Leader, The Red Leader
- John DiMaggio jako Ragnarok
- Brian George jako Starosta Coleman, Dr. Victor Emilio Validus
- Richard McGonagle jako Psyphon's Minion
- Bumper Robinson jako The Techadon Robots

## Řady a díly
| Řada | Díly | Premiéra v USA     | Premiéra v USA     |
| Řada | Díly | První díl          | Poslední díl       |
| ---- | ---- | ------------------ | ------------------ |
| 1    | 13   | 18. dubna 2008     | 31. srpna 2008     |
| 2    | 13   | 10. října 2008     | 3. března 2009     |
| 3    | 20   | 11. září 2009      | 26. března 2010    |
| Film | Film | 25. listopadu 2009 | 25. listopadu 2009 |